# José Ángel Córdoba
José Ángel Córdoba Chambers (Ciudad de Panamá, Panamá, 31 de junio de 2001) es un futbolista panameño que juega como defensa en el Norwich City Football Club de la English Football League Championship.

## Trayectoria

### CA Independiente
Se formó en la en las categorías inferiores del CA Independiente. Debutó profesional el 26 de octubre de 2018 en la derrota 2 a 0 contra el CD Árabe Unido en el Estadio Armando Dely Valdés saliendo de titular y jugó todo el partido. En el Torneo Apertura 2018 
jugó 2 partidos en donde quedaron en la novena posición. Salió campeón del Torneo Clausura 2019 en donde le ganaron la final 1 a 4 contra el San Francisco FC en el Estadio Rommel Fernández en donde no estuvo convocada, en dicho torneo jugó 2 partidos. En el Torneo Apertura 2019 jugó 10 partidos llegando hasta semifinales en donde fueron eliminados en un global de 0 a 3 contra el Tauro FC en donde fue titular en los 2 partidos.

### Celta Juvenil A
El 2 de enero de 2020 fue cedido por el CA Independiente al Celta Juvenil A por una temporada. Jugó 3 partidos en la División de Honor.

### SFC Etar Veliko Tarnovo
El 9 de enero de 2021 fue anunciado su cesión por el CA Independiente al SFC Etar Veliko Tarnovo. Debutó con el club el 7 de marzo de 2021 en la victoria 3 a 1 contra el CSKA 1948 en el Estadio Ivaylo en donde fue suplente y entró al minuto 91 por Preslav Borukov. En la Primera Liga de Bulgaria 2020-21 jugó 10 partidos en donde descendió con el club a la Segunda Liga de Bulgaria. Jugó 1 partido en la Copa de Bulgaria de la temporada 2020-21 en donde quedó eliminado en la ronda de 16, 0 a 1 contra el FC Arda Kardzhali en el Estadio Ivaylo en donde fue titular y jugó todo el partido. Jugó 8 partidos en la Segunda Liga de Bulgaria de la temporada 2021-22 en donde quedaron en la cuarta posición peleando el ascenso.

### Levski Sofia
El 7 de septiembre de 2021 fue anunciado su cesión por el CA Independiente al Levski Sofia por una temporada. En la Primera Liga de Bulgaria 2021-22 jugó 20 partidos en donde quedaron en la cuarta posición. Salió campeón con el Levski Sofia Copa de Bulgaria 21-22 en donde le ganaron la final al 1 a 0 contra el CSKA Sofia en el Estadio Nacional Vasil Levski en donde fue titular y jugó todo el partido, en dicha copa jugó 4 partidos. El 5 de abril de 2022 fue anunciada su compra de manera definitiva por el Levski Sofia., después de ganar la copa de Bulgaria esta la clasificó a la Liga Europa Conferencia de la UEFA 2022-23 en donde jugó 4 partidos llegando hasta Tercera ronda clasificatoria en donde fueron eliminados 4 a 1 por penales en un global de 2 a 2 contra el Ħamrun Spartans en donde fue titular los 2 partidos. En la Primera Liga de Bulgaria 2022-23 jugó 25 partidos quedando en cuarto lugar, quedó subcampeón de la Supercopa de Bulgaria 2022-23 siendo titular jugando todo el partido, jugó 6 partidos en la Liga Europa Conferencia de la UEFA 2023-24 llegando hasta la Ronda de Play-Off en donde fueron eliminados en un global de 1 a 3 contra el Eintracht Fráncfort en donde fue titular en los 2 partidos. Quedó en la tercera posición en la Primera Liga de Bulgaria 2023-24 en donde jugó 29 partidos.

### Norwich City FC
El 5 de junio de 2024 fue anunciado como nuevo jugador del Norwich City Football Club en donde el club pago 3,65 millones de euros.

## Selección nacional

### Selecciones menores
El 23 de mayo de 2022, fue llamado a la selección sub-21 de Panamá para disputar el Torneo Maurice Revello celebrado en Francia en donde jugó 2 partidos quedando en la séptima posición en donde le ganaron 4 a 1 contra Comoras en el 	Stade d'Honneur.

#### Participaciones en selecciones menores
| Copa                           | Sede    | Resultado | Partidos | Goles |
| ------------------------------ | ------- | --------- | -------- | ----- |
| Torneo Maurice Revello de 2022 | Francia | 7.º lugar | 2        | 0     |

### Selección absoluta
Debutó en un partido de las Eliminatoria rumbo al Mundial 2022 el 30 de marzo de 2022  en la victoria 1 a 0 frente a  Canadá siendo titular jugando todo el partido. Jugó 1 partido en la Liga de Naciones de la Concacaf 2022-23 quedando en cuarto lugar en donde perdieron 0 a 1 contra México en el Allegiant Stadium en donde no estuvo convocado. En la Liga de Naciones de la Concacaf 2023-24 jugó 8 partidos quedando nuevamente en la cuarto lugar luego de perder 0 a 1 contra Jamaica en el AT&T Stadium en donde fue titular y jugó todo el partido. En la Copa América 2024 jugó 4 partidos en donde fueron eliminados en los cuartos de final en donde perdieron 5 a 0 contra Colombia en el State Farm Stadium en donde fue titular y jugó todo el partido.

#### Participaciones en selección Absoluta
| Copa                     | Sede           | Resultado        | Partidos | Goles |
| ------------------------ | -------------- | ---------------- | -------- | ----- |
| Liga de Naciones 2022-23 | Concacaf       | Cuarto lugar     | 1        | 0     |
| Liga de Naciones 2023-24 | Concacaf       | Cuarto lugar     | 8        | 0     |
| Copa América 2024        | Estados Unidos | Cuartos de final | 4        | 0     |
| Liga de Naciones 2024-25 | Concacaf       | Subcampeón       | 4        | 0     |

## Clubes
| Club                                | País       | Año           |
| ----------------------------------- | ---------- | ------------- |
| CA Independiente                    | Panamá     | 2018-2022     |
| RC Celta de Vigo Juvenil A (cedido) | España     | 2020          |
| SFC Etar Veliko (cedido)            | Bulgaria   | 2020          |
| Levski Sofia (cedido)               | Bulgaria   | 2021-2022     |
| Levski Sofía                        | Bulgaria   | 2022-2024     |
| Norwich City FC                     | Inglaterra | 2024-presente |

## Palmarés

### Títulos nacionales
| Título           | Club             | País     | Año    |
| ---------------- | ---------------- | -------- | ------ |
| Primera División | CA Independiente | Panamá   | 2019-C |
| Copa de Bulgaria | Levski Sofia     | Bulgaria | 2022   |